# Sobre Nós Dois
Sobre Nós Dois é um programa brasileiro produzida pela Globoplay em parceira com GNT. Com Sabrina Sato e Marcelo Adnet, a primeira temporada teve sua estreia em 17 de agosto streaming e no canal pago.    A estreia foi simultânea no Globoplay e GNT.
A cada episódio, os dois apresentadores vão entrevistar uma dupla de convidados: casais, amigos inseparáveis, parceiros de trabalho e outros tipos de duplas, de famosos e anônimos, em sinergia.

## Formato
Sobre Nós Dois é um programa que mergulha nas intimidades das duplas, apresentado por uma dupla e com uma plateia composta por duplas. As dinâmicas exploram muito bem essa característica única.  

## Convidados

### 1º Temporada (2023)
| Episódio | Dupla                                                                      | Exibição Original      |
| -------- | -------------------------------------------------------------------------- | ---------------------- |
| 01       | Deborah Secco & Hugo Moura + Paulo Vieira & Ilana                          | 17 de agosto de 2023   |
| 02       | Daniela Mercury & Malu Verçosa + Aline Wirley & Igor Rickli                | 22 de agosto de 2023   |
| 03       | Xuxa & Junno Andrade + Yuri Marçal & Jeniffer Dias                         | 24 de agosto de 2023   |
| 04       | Fábio Porchat & João Vicente de Castro + Gabriela Prioli & Thiago Mansur   | 29 de agosto de 2023   |
| 05       | Camila Queiroz & Klebber Toledo + Teresa Cristina & Zeka                   | 31 de agosto de 2023   |
| 06       | Flavia Alessandra & Otaviano Costa + Jonathan Azevedo & Ester Solano       | 5 de setembro de 2023  |
| 07       | Ronaldo Fenômeno & Celina Locks + Jojo Todynho & Renata Pigliasco          | 7 de setembro de 2023  |
| 08       | Fernanda Paes Leme & Giovanna Ewbank + Letícia Colin & Michel Melamed      | 12 de setembro de 2023 |
| 09       | Rafa Kalimann & Manu Gavassi + Milton Cunha & Dhu Cost                     | 14 de setembro de 2023 |
| 10       | Antônio Fagundes & Alexandra Martins + Eduardo Sterblitch & Louise D'Tuani | 19 de setembro de 2023 |

### 2º Temporada (2024)
| Episódio | Dupla                                                                     | Exibição Original      |
| -------- | ------------------------------------------------------------------------- | ---------------------- |
| 1        | Nicolas Prattes & Douglas Silva + Marina Ruy Barbosa & Fernanda Rodrigues | 13 de agosto de 2024   |
| 2        | Sasha & João Lucas + Mumuzinho & Thainá Fernandes                         | 20 de agosto de 2024   |
| 3        | Galvão Bueno & Desirée + [[[Chay Suede]] & Laura Neiva                    | 27 de agosto de 2024   |
| 4        | Juliette & Camilla Diniz + Dani Calabresa & Richard Neuman                | 3 de setembro de 2024  |
| 5        | Sheron Menezzes & Saulo Bernard + Igão & Mítico                           | 10 de setembro de 2024 |
| 6        | Carolina Dieckmann & Samuel de Assis + Alice Wegmann & Francisco Gil      | 17 de setembro de 2024 |
| 7        | Tati Machado & Bruno Monteiro + Tiago Abravanel & Fernando Poli           | 24 de setembro de 2024 |
| 8        | Cleo & Leandro D'Lucca + Sandra Sá & Simone Malafaia                      | 1 de outubro de 2024   |
| 9        | Giovanna Lancellotti & Gabriel Davi + Thati Lopes & George Sauma          | 8 de outubro de 2024   |
| 10       | Maíra Azevedo & Marcus Rodrigues + Leandro Lima & Flavia Lucini           | 15 de outubro de 2024  |